# Dasychira umbrensis
Dasychira umbrensis är en fjärilsart som beskrevs av Bethune-Baker 1913. Dasychira umbrensis ingår i släktet Dasychira och familjen tofsspinnare. Inga underarter finns listade i Catalogue of Life.